# Kanton Issoire
Der Kanton Issoire ist seit 1790 ein französischer Wahlkreis im Arrondissement Issoire im Département Puy-de-Dôme und in der Region Auvergne-Rhône-Alpes; sein Hauptort ist Issoire.

## Gemeinden
Der Kanton besteht aus zehn Gemeinden mit insgesamt 21.363 Einwohnern (Stand: 2022) auf einer Gesamtfläche von 112,62 km²:
| Gemeinde       | Einwohner 1. Januar 2022 | Fläche km² | Dichte Einw./km² | Code INSEE | Postleitzahl |
| -------------- | ------------------------ | ---------- | ---------------- | ---------- | ------------ |
| Aulhat-Flat    | 938                      | 12,78      | 73               | 63160      | 63500        |
| Brenat         | 629                      | 8,83       | 71               | 63051      | 63500        |
| Issoire        | 15.078                   | 19,69      | 766              | 63178      | 63500        |
| Le Broc        | 632                      | 17,45      | 36               | 63054      | 63500        |
| Meilhaud       | 495                      | 4,47       | 111              | 63222      | 63320        |
| Orbeil         | 881                      | 9,65       | 91               | 63261      | 63500        |
| Pardines       | 301                      | 5,18       | 58               | 63268      | 63500        |
| Perrier        | 912                      | 6,37       | 143              | 63275      | 63500        |
| Saint-Babel    | 942                      | 19,31      | 49               | 63321      | 63500        |
| Saint-Yvoine   | 555                      | 8,89       | 62               | 63404      | 63500        |
| Kanton Issoire | 21.363                   | 112,62     | 190              | 6318       | –            |

Bis zur Neuordnung bestand der Kanton aus den 16 Gemeinden: Aulhat-Saint-Privat, Bergonne, Le Broc, Coudes, Flat, Issoire, Meilhaud, Montpeyroux, Orbeil, Pardines, Perrier, Saint-Babel, Saint-Yvoine, Sauvagnat-Sainte-Marthe, Solignat und Vodable.

## Veränderungen im Gemeindebestand seit der landesweiten Neuordnung der Kantone
2016: Fusion Aulhat-Saint-Privat und Flat → Aulhat-Flat

## Bevölkerungsentwicklung
| Jahr                       | 1962   | 1968   | 1975   | 1982   | 1990   | 1999   | 2009   |
| Einwohner                  | 15.906 | 17.758 | 19.541 | 20.096 | 20.213 | 20.736 | 22.185 |
| Quellen: Cassini und INSEE |        |        |        |        |        |        |        |